# Гудлоу (Тексас)
Гудлоу (енгл. Goodlow) град је у америчкој савезној држави Тексас. По попису становништва из 2010. у њему је живело 200 становника.

## Демографија
Према попису становништва из 2010. у граду је живело 200 становника, што је 64 (24,2%) становника мање него 2000. године.
| Група             | 2000.       | 2010.       |
| Белци             | 9 (3,4%)    | 13 (6,5%)   |
| Афроамериканци    | 251 (95,1%) | 181 (90,5%) |
| Азијати           | 0 (0,0%)    | 0 (0,0%)    |
| Хиспаноамериканци | 5 (1,9%)    | 12 (6,0%)   |
| Укупно            | 264         | 200         |